# スーパードライホール

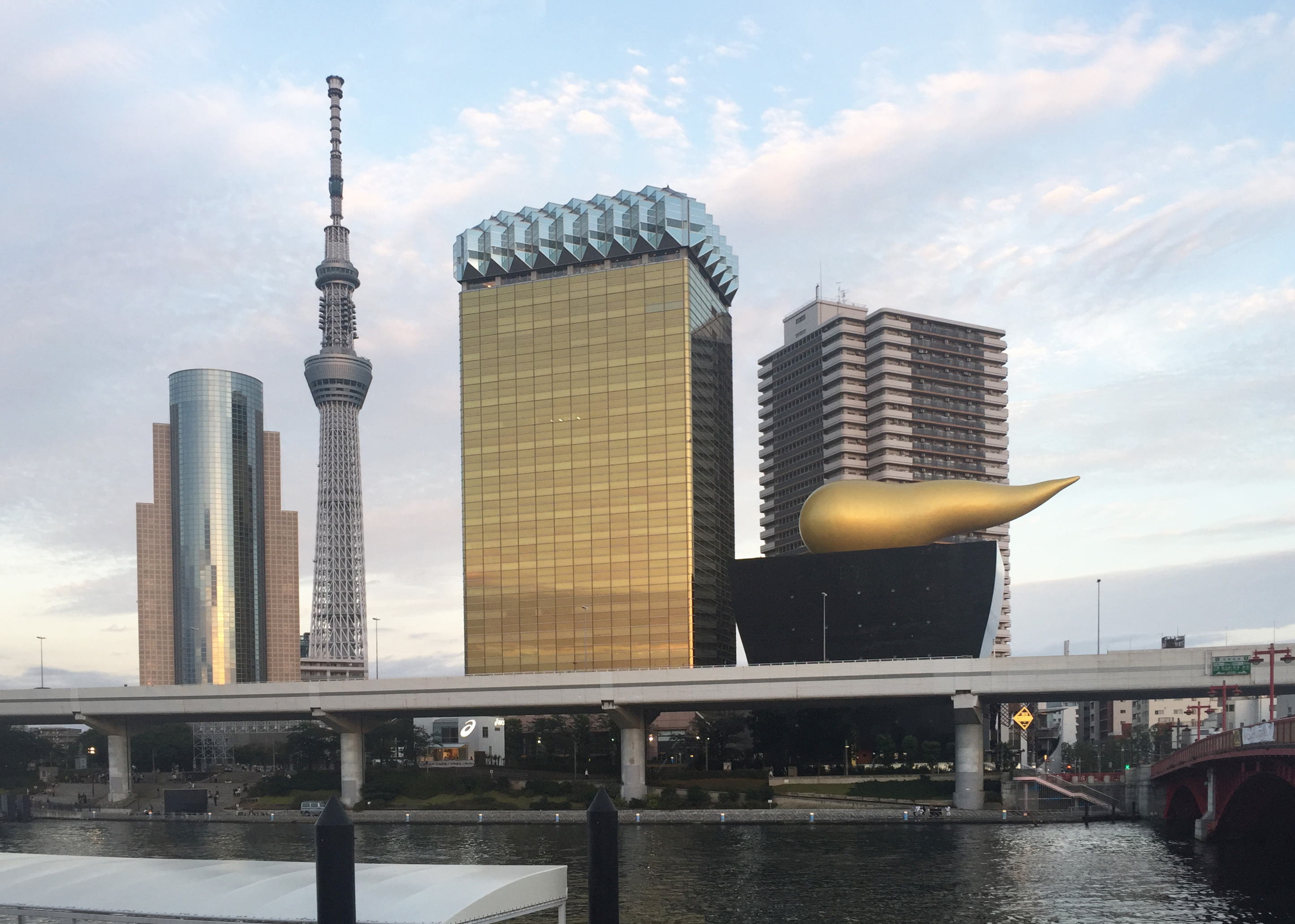
向かって左から、墨田区役所、東京スカイツリー、アサヒビールタワー、スーパードライホール。スーパードライホールの向こうにはUR都市機構のタワーマンション「リバーピア吾妻橋ライフタワー」が見える。

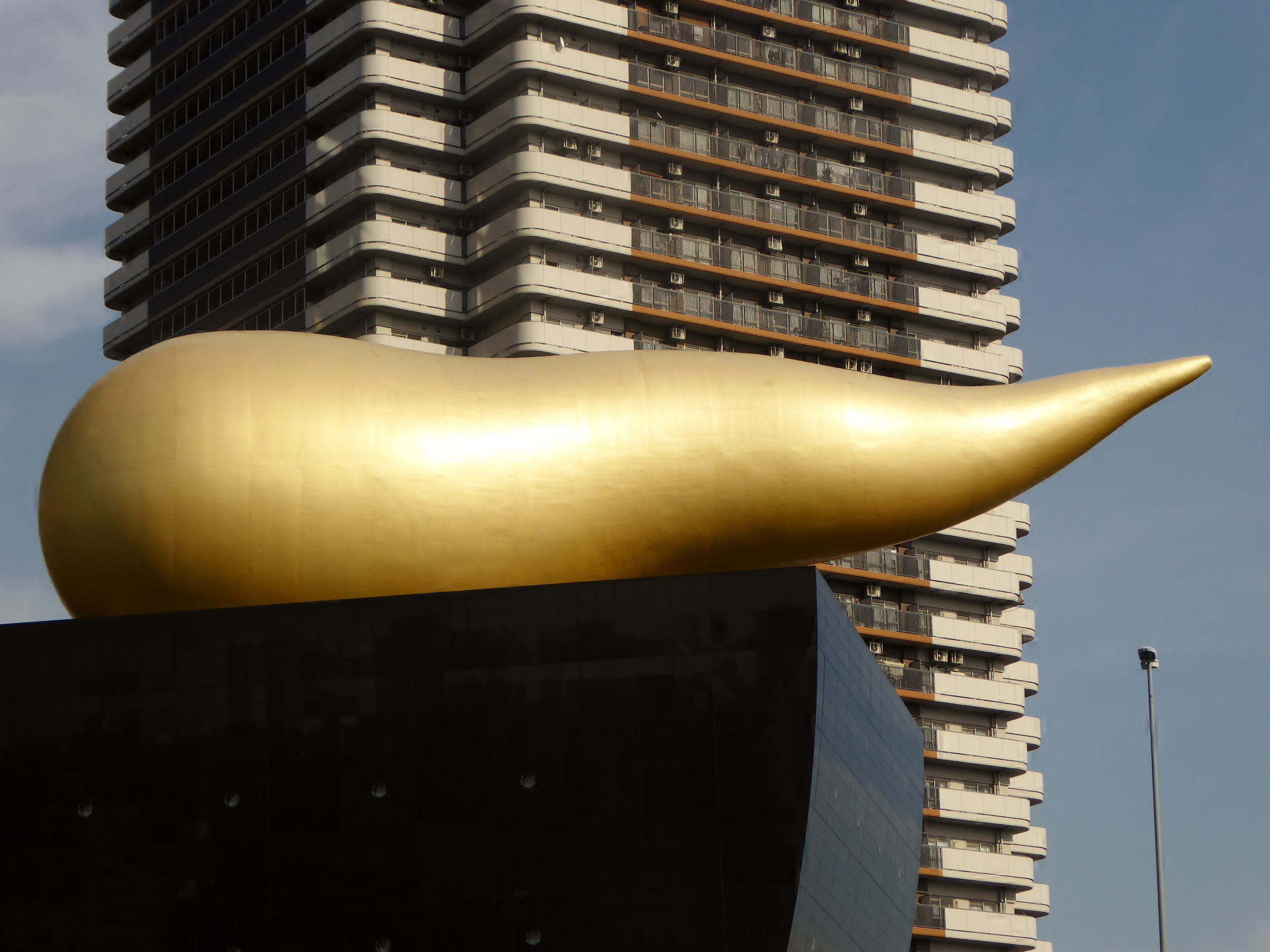
オブジェ「フラムドール」

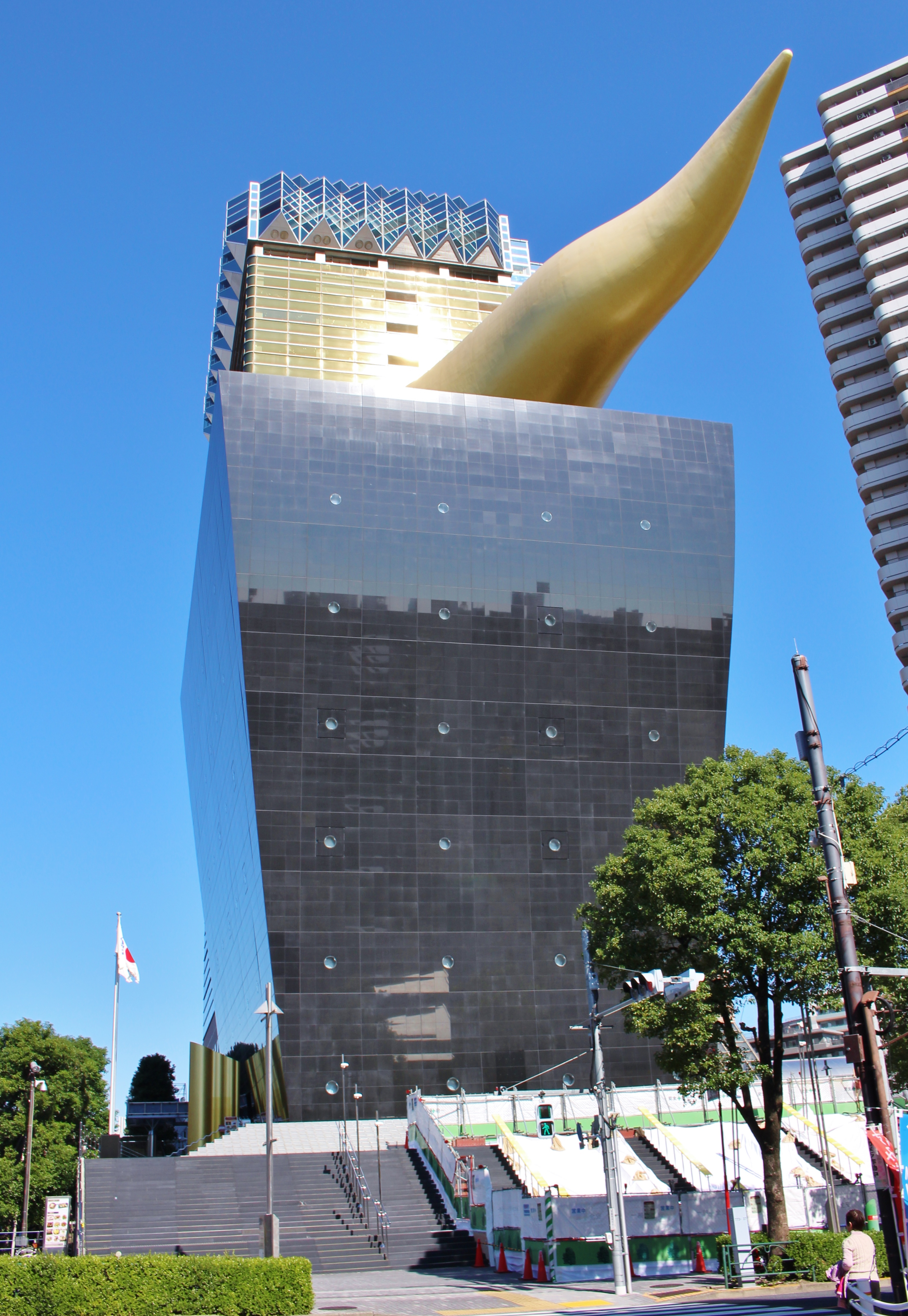
下から見たスーパードライホール

スーパードライホールは、東京都墨田区吾妻橋一丁目にあるリバーピア吾妻橋敷地内のアサヒビールの吾妻橋本部ビル（アサヒビールタワー）に隣接するホール。アサヒビール創業100周年を記念し、1989年にアサヒビールタワーと共に竣工。隅田川の吾妻橋のたもとにあった同社の旧吾妻橋工場跡地の再開発で建造された。
ビルとオブジェは、フランスのデザイナー、フィリップ・スタルクによる設計である。このホールの1階から3階にはレストランが入っており、4階はイベントホール「アサヒ・アートスクエア」がある。
2016年3月末をもって「アサヒ・アートスクエア」を閉館。「スーパードライホール」は存続される。

## オブジェについて
屋上には特徴的な巨大モニュメントが設置されている。燃え盛る炎を形象した「フラムドール（フランス語 flamme d'or、金の炎）」と呼ばれるもので、アサヒビールの燃える心を象徴するとされる。オブジェが炎を表すのに対して、その下のスーパードライホールそのものは聖火台をイメージしたものだという。オブジェの長さは約44mで、360トンの鋼材を使用している。
原案の時点では赤色というデマがツイッターで流れたことがあったが、アサヒビールの広報担当は事実ではないと否定している。
樋口広太郎（建設当時、アサヒビール代表取締役社長）は「当初の構想では、炎がビルを貫くような形に建てるつもりだった」とのことで、フィリップ・スタルクに任せた結果「それで任せたのですが、何と失敗。垂直に立てるつもりが、ごろんと寝てしまった。まあ、しょうがないやないかと思いました。」「構造上問題があってできなかったのです」と、アサヒビール側が縦置きの構想を持っていたことを2001年に述べている。2013年に縦置き構想について問い合わせを受けたアサヒビール広報担当は、縦置きに関する噂を自身は聞いたことはないがアサヒビールに記録が残っておらず分からないと回答している。2017年に縦置き構想について問い合わせを受けたアサヒビールの広報担当はフィリップ・スタルクからの設計提案は元から横向きだったとして「さまざまな噂があるが、縦のデザインだった経緯もない」と回答している。2023年に縦置き構想について聞かれたアサヒグループジャパン広報部は、当時の資料が残っているかどうかを軸に回答するという前置きの下で、逆方向に横たわる計画の資料は残っているが縦置きの計画の資料は残っていないと回答している。
その形状から「うんこビル」「うんちビル」の愛称で呼ばれている。その他、オブジェについては「オタマジャクシ」「練り辛子」「クジラ」「オバケ」「筋斗雲」「黄金の精子」などの解釈がなされている。
また、横のビールジョッキを模したビルに合わせてそのオブジェはビールの泡を横からフッと吹いた物を模していると言う説もある。
完成当初よりロッククライマーによる定期的な清掃作業が行われていたが、2005年に実施された塗り替え工事の際、セルフクリーニング機能のある塗料で再塗装されたため、以後は実施されなくなった。2017年には同年12月中旬までの予定で2度目の塗り替え工事が行われていた。工事期間中はフラムドールは足場に覆われた状態となっていたため、一時的に姿を見ることができない状態となっていた。
危険な氷柱ができて落下するのを防止するため、炎の先端にはヒーターが取り付けられている。